# Jean-Baptiste Pattier
 (septembre 2024).
 (septembre 2024).
La mise en forme du texte ne suit pas les recommandations de Wikipédia : il faut le « wikifier ».
Les points d'amélioration suivants sont les cas les plus fréquents :
- Les titres sont pré-formatés par le logiciel. Ils ne sont ni en capitales, ni en gras.
- Le texte ne doit pas être écrit en capitales (les noms de famille non plus), ni en gras, ni en italique, ni en « petit »…
- Le gras n'est utilisé que pour surligner le titre de l'article dans l'introduction, une seule fois.
- L'italique est rarement utilisé : mots en langue étrangère, titres d'œuvres, noms de bateaux, etc.
- Les citations ne sont pas en italique mais en corps de texte normal. Elles sont entourées par des guillemets français : « et ».
- Les listes à puces sont à éviter, des paragraphes rédigés étant largement préférés. Les tableaux sont à réserver à la présentation de données structurées (résultats, etc.).
- Les appels de note de bas de page (petits chiffres en exposant, introduits par l'outil «  Source ») sont à placer entre la fin de phrase et le point final[comme ça].
- Les liens internes (vers d'autres articles de Wikipédia) sont à choisir avec parcimonie. Créez des liens vers des articles approfondissant le sujet. Les termes génériques sans rapport avec le sujet sont à éviter, ainsi que les répétitions de liens vers un même terme.
- Les liens externes sont à placer uniquement dans une section « Liens externes », à la fin de l'article. Ces liens sont à choisir avec parcimonie suivant les règles définies. Si un lien sert de source à l'article, son insertion dans le texte est à faire par les notes de bas de page.
- La présentation des références doit suivre les conventions bibliographiques. Il est recommandé d'utiliser les modèles {{Ouvrage}}, {{Chapitre}}, {{Article}}, {{Lien web}} et/ou {{Bibliographie}}. Le mode d'édition visuel peut mettre en forme automatiquement les références.
- Insérer une infobox (cadre d'informations à droite) n'est pas obligatoire pour parachever la mise en page.

Pour une aide détaillée, merci de consulter Aide:Wikification.
Si vous pensez que ces points ont été résolus, vous pouvez retirer ce bandeau et améliorer la mise en forme d'un autre article.
Jean-Baptiste Pattier, né le 10 mars 1985 à Lisieux (Calvados), est un journaliste reporter, présentateur et auteur de livres d'histoire.

## Biographie
Historien de formation, spécialisé en Seconde Guerre mondiale, il a réalisé des reportages, des formats longs et des directs pour les commémorations du Débarquement en 2014, 2019 et 2024 sur France 3 et France 2. Il co-présente le rendez-vous d'information ICI 19/20 sur France 3 Paris Île-de-France. En tant qu'historien, il a publié 7 livres depuis 2012 aux éditions Vendémiaire, Armand Colin et Dunod. L'un d'eux consacré au correspondant de guerre canadien Marcel Ouimet a été distribué au Canada. Pour ses travaux d'historien, il a coopéré avec le Mémorial de Caen, le Conseil de l'Europe et a participé au premières rencontres internationales de réflexion sur le classement des plages du Débarquement à l'UNESCO.

## Journalisme
Jean-Baptiste Pattier fait ses débuts à Radio Phénix, la radio étudiante de Caen, il est l'un des cinq membres fondateurs. Il sera aussi correspondant local de presse pour Ouest France à Caen. Il signe ses premiers articles dans le journal Sud Ouest en 2011 et présente les directs sports de France Bleu Gironde la saison 2011-2012 en parallèle de son école de journalisme. Il anime le "Club Foot", le "Club Rugby" et présente toute l'actualité de la Ligue 1, du Top 14 et des sports. Lors de ses années d'étudiant en journalisme, il réalise aussi un stage dans un média culturel alternatif Umelec à Prague en République Tchèque et à La Voix de la Russie à Moscou.
L'été 2012, il rejoint le service enquêtes et reportages de la rédaction nationale de France 3 au siège de France Télévisions à Paris après avoir remporté un concours destiné aux élèves des écoles de journalisme. Entre 2012 et 2014, il est journaliste rédacteur par intermittence pour France 3 Alpes, France 3 Alsace, France 3 Picardie et France 3 Normandie. En parallèle, il est aussi pigiste pour la rédaction d'i-Télé, groupe Canal +. En tant que journaliste et historien, il est repéré par France 3 Normandie à Caen pour participer au 70e anniversaire du Débarquement. Il devient rédacteur reporter titulaire à France Télévisions en 2015 au bureau d'Avranches de France 3 Normandie, en Baie du Mont-Saint-Michel. En 2018, il est rédacteur reporter et présentateur à France 3 Normandie à Rouen. En 2021, il rejoint le siège de France Télévisions et la rédaction de France 3 Paris Île-de-France. Il présente un talk show d'actualité quotidien "Le 18.30" jusqu'en 2023 puis "L'Entretien" dans l'édition "Ici 19/20". Chaque soir, il reçoit un ou deux invités sur un thème d'actualité.

### Opérations spéciales et éditions spéciales
Jean-Baptiste Pattier participe à de nombreuses éditions spéciales sur les antennes de France Télévisions. Il réalise des reportages, des directs et co-présente de nombreuses émissions pour les commémorations du 70e, 75e et 80e anniversaire du Débarquement sur France 3 et France 2. Il est aussi mobilisé sur France 3 pour les 950 ans de la conquête de l'Angleterre et de la Bataille d'Hastings, les 150 ans de l'impressionnisme, la réouverture de la cathédrale Notre-Dame de Paris et le 80e anniversaire de la Libération de Paris. En 2025, il participe aux éditions spéciales de France 2 pour les 80 ans de la Libération du camp de concentration et d'extermination d'Auschwitz-Birkenau et les 80 ans de la Victoire le 8 mai 2025. 
Journaliste à France 3 Normandie lors de la catastrophe industrielle de Lubrizol, à Rouen dès le lendemain de l'incendie, il réalise des reportages, des enquêtes, des directs et participe à des émissions spéciales consacrées aux conséquences de l'incendie.
Il a été aussi chroniqueur histoire et patrimoine pour l'émission nationale Midi en France quand elle s'arrête en Normandie entre 2017 et 2019 au Havre, à Cabourg, Trouville-sur-mer, Caen, Evreux, Le Tréport.
Passionné de sports et de voile, il co-présente sur France 3 régions et nationale le Grand Départ du Tour de France 2016, les fêtes maritimes de Brest 2016, le Grand Départ de la Transat Jacques Vabre en 2017 et 2019 avec Laurent Luyat et les Jeux Olympiques de Paris 2024.

### Prix
Il réalise pour France 3 la série "Le Débarquement vu du ciel", se mêlent vues aériennes et infographies pour raconter le Débarquement et la bataille de Normandie. Cette série a reçu la "mention spéciale" lors du prix CIRCOM 2019 des télévisions publiques régionales européennes dans la catégorie "programme le plus original et innovant". Les délibérations du jury ont eu lieu à Delden aux Pays-Bas.

## Parcours universitaire
Jean-Baptiste Pattier est titulaire d'un Master de recherche en histoire contemporaine, spécialisé en Seconde Guerre mondiale obtenu à l'Université de Caen Normandie. Lors de son Master 1 consacré aux caricatures de propagande, il vit et étudie en Bulgarie à Sofia à l'Université Saint Clément d'Ohrid de 2006 à 2007 dans le cadre du programme d'échange universitaire européen Erasmus. Son Master 2 consacré à l'histoire et à la mémoire de la Seconde Guerre mondiale dans les manuels scolaires de différents pays d'Europe est réalisé en partenariat avec le Mémorial de Caen. Il est aussi titulaire d'un Master de journalisme obtenu à l'Institut de Journalisme Bordeaux Aquitaine.

## Histoire

### La Seconde Guerre mondiale dans les manuels scolaires européens
Jean-Baptiste Pattier a publié son premier livre d'histoire à 27 ans aux éditions Vendémiaire. Ce livre intitulé "Vérités officielles, comment s'écrit l'histoire de la Seconde Guerre mondiale" est une synthèse de son Master 2 et le résultat d'une enquête de deux années à parcourir l'Europe pour livrer une étude comparative de la place et de l'écriture de la Seconde Guerre mondiale dans les manuels scolaires de niveau lycée en RFA, RDA, Allemagne, Lituanie, Pologne, Bulgarie, Belgique, Angleterre, Italie et France. Les manuels scolaires sont publiés de 1946 à 2008. Pour mener à bien cette étude, il se rend plusieurs fois en Allemagne à Berlin et à Braunschweig mais aussi à Varsovie, Cracovie, Auschwitz, Vienne, Vilnius et Sofia. Pour ces recherches, il est invité au Centre d'histoire de Sciences Po Paris, séminaire "L'enseignement scolaire de l'Histoire".

### Le Débarquement et la Libération de l'Europe
En 2019, dans le cadre du 75e anniversaire du Débarquement et de la Libération de la France, il publie deux ouvrages aux éditions Armand Colin. "Un reporter au coeur de la Libération, des plages du Débarquement au bureau d'Hitler" est consacré au correspondant de guerre de Radio-Canada Marcel Ouimet. Ce reporter des forces alliées a couvert la libération de l'Europe de 1943 à 1945 et a signé le seul récit radiophonique en langue française du Jour. Dans ce livre, les lettres adressées depuis le front à son épouse restée au Canada sont publiées et mises en parallèle avec les reportages diffusés. Marcel Ouimet écrit dans ses lettres ce qu'il ne peut dire dans ses reportages censurés. Cette publication et le parcours de Marcel Ouimet font l'objet du "zoom de la rédaction" de la matinale de France Inter le 6 juin 2019. Cette étude sur ces archives inédites s'accompagne de nombreux encadrés pour replacer dans leur contexte historique les événements relatés et les personnes mentionnées. Ce livre est aussi distribué au Canada où il est repéré par la presse francophone et sera présenté à Montréal lors du salon du livre 2019. Dans le cadre de ce séjour au Canada, Jean-Baptiste Pattier participe en direct depuis les studios de Montréal à l'édition spéciale "Le Jour du Souvenir" sur Ici Radio-Canada Télé présentée par Céline Galipeau pour parler de Marcel Ouimet et du rôle des Canadiens dans la Libération de l'Europe. Le second ouvrage "DDAY - Histoires mémorables du Débarquement et de la Bataille de Normandie" est une synthèse des faits et personnages marquants du Débarquement et de la Bataille de Normandie. L'ouvrage est illustré par les dessins de Chaunu.
En 2024, pour le 80e anniversaire du Débarquement et de la Libération de la France les deux ouvrages paraissent à nouveau revus et augmentés chez Dunod Poche. Ils sont référencés dans le hors série "1944" du journal Le Monde. Celui consacré à Marcel Ouimet permet de préciser plusieurs éléments sur le parcours du correspondant de guerre et de rappeler les nombreux hommages rendus à Marcel Ouimet depuis la première édition du livre. Une place à son nom est inaugurée en 2022 à Bernières-sur-mer là où il a débarqué et la ville de Caen a rendu hommage à Marcel Ouimet le 9 juillet 2024 dans le cadre du 80e anniversaire de la Libération de la ville. France Inter consacre un épisode de son émission documentaire jeunesse "Les Odyssées" à Marcel Ouimet avec la coopération de Jean-Baptiste Pattier. Radio-Canada réalise un documentaire radiophonique sur le correspondant de guerre canadien dans l'émission "L'Histoire ne s'arrête pas là". Le second livre rassemblant les histoires mémorables du Débarquement est enrichi de nombreuses informations sur l'histoire et la mémoire du Jour J autour des questions des commémorations officielles.

### Présidentielle 2022
En 2022, en vue de l'élection présidentielle, Jean-Baptiste Pattier et Chaunu s'intéressent à la communication politique à travers les petites phrases des présidents et des candidats malheureux à l'Elysée tout au long de la Cinquième République. Dans "Vous avez dit monsieur le président ? Ces petites phrases qui ont fait basculer l'histoire politique" Jean-Baptiste Pattier replace ces sorties légendaires dans leur contexte historique et Chaunu signe les caricatures.

### Les animaux héros de l'Histoire
En 2023, c'est la parution d'un travail de trois ans d'écriture et de recherche dédié aux animaux dans l'Histoire des origines à nos jours. Cet ouvrage propose une synthèse sur le rôle et la place des animaux de l'Antiquité à nos jours dans les conquêtes des êtres humains et l'évolution des sciences et de la médecine. L'introduction est consacrée à la représentation des animaux dans la préhistoire et à une réflexion autour du lien originel entre les êtres humains et les animaux. Ce livre reçoit un écho dans les médias avec notamment des chroniques sur RTL, France Bleu, et des articles dans Paris Match, Le Point, Le Figaro Magazine et Ouest France.

### Prix littéraire
L'ouvrage Les animaux héros de l'Histoire est distingué dans le cadre du Prix Fernand Méry 2024, l'ouvrage est primé par l'Académie vétérinaire de France et le groupement des écrivains médecins, lauréat de la catégorie essai "Charles Vial de Saint-Bel", père de la médecine vétérinaire et fondateur de l'école vétérinaire de Londres.

## Publications
- 2012 Vérités officielles, comment s'écrit l'histoire de la Seconde Guerre mondiale, Paris, Vendémiaire  (ISBN 2363580427)
- 2019 Un reporter au coeur de la Libération, des plages du débarquement au bureau d'Hitler, Paris, Armand Colin  (ISBN 2200625367)
- 2019 DDAY - Histoires mémorables du Débarquement et de la Bataille de Normandie, dessins de Chaunu, Paris, Armand Colin  (ISBN 2200626118)
- 2022 Vous avez dit monsieur le Président ? Ces petites phrases qui ont fait basculer l'histoire politique, dessins de Chaunu, Paris, Armand Colin  (ISBN 2200633084)
- 2023 Les animaux héros de l'Histoire, dessins de Chaunu, Paris, Armand Colin  (ISBN 220063059X)
- 2024 Un reporter au coeur de la Libération, des plages du débarquement au bureau d'Hitler, Paris, Dunod Poche  (ISBN 9782100868599)
- 2024 DDAY - Histoires mémorables du Débarquement, dessins de Chaunu, Paris, Dunod Poche (2e édition  (ISBN 9782100866854)